# Dinamo-Energija Jekatěrinburg
Dinamo-Energija Jekatěrinburg byl ruský hokejový klub z Jekatěrinburgu.

## Historie
Dinamo-Energija Jekatěrinburg byl založen v roce 1950 pod názvem Spartak Sverdlovsk. Hrál nejvyšší sovětskou a ruskou ligu až do svého zániku v roce 2007. V letech 1955, 1967, 1972, 1974, 1977, 1984, 1986 a 1999 tým vyhrál mistrovské tituly ve druhé nejvyšší soutěži celkem osmkrát. Poslední postup do Superligy přiše v roce 1999, kdy se klub dokázal na dvě sezóny udržet v elitní soutěži.
Neoficiálním nástupnickým týmem Dinamo-Energija Jekatěrinburg je městský rival Avtomobilist Jekatěrinburg, založený v roce 2006.

## Historické názvy
- 1950 – Spartak Sverdlovsk
- 1967 – Avtomobilist Sverdlovsk
- 1992 – Avtomobilist Jekatěrinburg
- 1997 – Spartak Jekatěrinburg
- 1998 – Dinamo-Energija Jekatěrinburg

## Trenéři
- 1950-55 Ivan Kračevskij
- 1955-61 Georgij Firsov
- 1961-63 Ivan Kračevskij
- 1967-70 Sergej Mitin
- 1970-75 Vladimír Šumkov
- 1975-79 Albert Danilov
- 1979-80 Vladimír Šugin
- 1980-82 Anatolij Jegorov
- 1982-87 Albert Fjodorov
- 1987-90 Alexandr Astašev
- 1991-92 Viktor Kuzněcov
- 1992-95 Viktor Kutergin
- 1995-96 Alexandr Astašev
- 1996-99 Vladimír Krikunov
- 1999 Michajl Malko
- 1999-00 Vladimír Semenov
- 2000 Viktor Krutov
- 2000-02 Vladimír Safonov
- 2002 Leonid Grjaznov
- 2002-03 Renat Gatin
- 2003-04 Jurij Makarov
- 2004-06 Leonid Grjaznov
- 2006-07 Alexandr Kuzmin